# Reactiesnelheidsvergelijking
De reactiesnelheidsvergelijking of kortweg snelheidsvergelijking, ook snelheidswet genoemd, is een centraal begrip in de chemische kinetiek, en geeft het empirisch verband weer tussen de reactiesnelheid {\displaystyle v} en de concentraties van reagentia en producten. Een reactiemechanisme wordt dan gezocht ter verklaring van de observaties.
Vaak (bijv. bij alle elementaire reacties) is de reactiesnelheidsvergelijking van de vorm
{\displaystyle v=k\prod _{\mathrm {B} }{c_{\mathrm {B} }}^{m_{\mathrm {B} }}}
waarbij {\displaystyle k} de reactiesnelheidsconstante is, {\displaystyle c} de stofhoeveelheidsconcentratie, en {\displaystyle m} de partiële reactieorde. (De gehanteerde symbolen zijn deze uit de IUPAC-aanbevelingen.)
De snelheidsvergelijking is een differentiaalvergelijking die kan geïntegreerd worden tot een zogenaamde geïntegreerde snelheidsvergelijking. Voor enkele modelsystemen zijn er analytische oplossingen gekend. Voor andere problemen past men benaderende (bijv. snelheidsbepalende stap, steady-statebenadering) of numerieke methoden (bijv. methode van Euler) toe. Een geïntegreerde snelheidsvergelijking geeft de concentratie weer in functie van de tijd.

## Voorbeelden
Voor de reactie {\displaystyle {\ce {2 H2(g) + 2 NO(g) -> N2(g) + 2 H2O(g)}}}is de snelheidsvergelijking gegeven door{\displaystyle v=k\,[{\ce {H2}}][{\ce {NO}}]^{2}}Ook andere types uitdrukkingen zijn mogelijk, afhankelijk van het mechanisme. Een voorbeeld is de reactie{\displaystyle {\ce {H2(g) + Br2(g) -> 2 HBr(g)}}}met snelheidsvergelijking {\displaystyle v={\frac {k[{\ce {H2}}][{\ce {Br2}}]^{3/2}}{[{\ce {Br2}}]+k'[{\ce {HBr}}]}}}Een voorbeeld van een geïntegreerde snelheidsvergelijking, voor de reactie {\displaystyle {\ce {H2O2(aq) -> H2O(l) + 1/2 O2(g)}}}is{\displaystyle [{\ce {H2O2}}]=[{\ce {H2O2}}]_{0}\exp(-kt)}

## Modellen

### Nulde orde
Voor een algemene reactie 
{\displaystyle a\,\mathrm {A} \rightarrow \dots }
waarin de orde in A gelijk is aan nul, is de snelheidsvergelijking van de vorm
{\displaystyle {\frac {-\mathrm {d} c_{\mathrm {A} }}{a\,\mathrm {d} t}}=k}
En in geïntegreerde vorm
{\displaystyle \left\{{\begin{aligned}&c_{\mathrm {A} }=c_{\mathrm {A,0} }-akt\quad &0<t<{\frac {c_{\mathrm {A,0} }}{ak}}\\&c_{\mathrm {A} }=0\quad &t>{\frac {c_{\mathrm {A,0} }}{ak}}\\\end{aligned}}\right.}
De halveringstijd bedraagt
{\displaystyle t_{1/2}={\frac {c_{\mathrm {A,0} }}{2ak}}}

### Eerste orde
Voor een algemene eersteordereactie {\displaystyle a\,\mathrm {A} \rightarrow \dots } geldt
{\displaystyle {\frac {-\mathrm {d} c_{\mathrm {A} }}{a\,\mathrm {d} t}}=kc_{\mathrm {A} }}
wat geïntegreerd wordt tot
{\displaystyle \ln c_{\mathrm {A} }=\ln c_{\mathrm {A,0} }-akt}
De halveringstijd bedraagt
{\displaystyle t_{1/2}={\frac {\ln {2}}{ak}}}
Naast veel chemische processen is eersteordekinetiek ook typisch voor nucleair verval.

### Tweede orde
Voor een algemene tweede ordereactie {\displaystyle a\,\mathrm {A} \rightarrow \dots } geldt
{\displaystyle {\frac {-\mathrm {d} c_{\mathrm {A} }}{a\,\mathrm {d} t}}=k\,{c_{\mathrm {A} }}\!^{2}}
wat geïntegreerd wordt tot
{\displaystyle {\frac {1}{c_{\mathrm {A} }}}={\frac {1}{c_{\mathrm {A,0} }}}+akt}
met als halveringstijd 
{\displaystyle t_{1/2}={\frac {1}{akc_{\mathrm {A,0} }}}}

### m-de orde
Voor een algemene reactie {\displaystyle a\,\mathrm {A} \rightarrow \dots } met orde {\displaystyle m\neq 1} (ook voor niet-gehele ordes) gelden
{\displaystyle {\frac {-\mathrm {d} c_{\mathrm {A} }}{a\,\mathrm {d} t}}=k\,{c_{\mathrm {A} }\!}^{m}}
{\displaystyle {c_{\mathrm {A} }}^{1-m}={c_{\mathrm {A,0} }}^{1-m}-(1-m)akt}
{\displaystyle t_{1/2}={\frac {{c_{\mathrm {A,0} }}^{1-m}(1-2^{1-m})}{(1-m)ak}}}

### Gemengde tweede orde
Voor een algemene tweede ordereactie {\displaystyle \mathrm {A} +\mathrm {B} \rightarrow \dots } geldt
{\displaystyle {\frac {-\mathrm {d} c_{\mathrm {A} }}{\mathrm {d} t}}={\frac {-\mathrm {d} c_{\mathrm {B} }}{\mathrm {d} t}}=kc_{\mathrm {A} }c_{\mathrm {B} }}
waarbij men aantoont dat
{\displaystyle \ln {\frac {c_{\mathrm {B} }}{c_{\mathrm {A} }}}=\ln {\frac {c_{\mathrm {B,0} }}{c_{\mathrm {A,0} }}}+\left({c_{\mathrm {B,0} }}-{c_{\mathrm {A,0} }}\right)kt}

### Opeenvolgende reacties
Voor twee opeenvolgende reacties {\displaystyle {\ce {A -> B -> C}}} met reactiesnelheidsconstanten {\displaystyle k_{1}} en {\displaystyle k_{2}}, wordt een stelsel van differentaalvergelijkingen bekomen:
{\displaystyle {\frac {\mathrm {d} c_{\mathrm {A} }}{\mathrm {d} t}}=-k_{1}c_{\mathrm {A} }}
{\displaystyle {\frac {\mathrm {d} c_{\mathrm {B} }}{\mathrm {d} t}}=k_{1}c_{\mathrm {A} }-k_{2}c_{\mathrm {B} }}
{\displaystyle {\frac {\mathrm {d} c_{\mathrm {C} }}{\mathrm {d} t}}=k_{2}c_{\mathrm {B} }}
Dit analytisch opgelost worden, met als resultaat
{\displaystyle c_{\mathrm {A} }=c_{\mathrm {A,0} }\mathrm {e} ^{-k_{1}t}}
{\displaystyle c_{\mathrm {B} }={\begin{cases}c_{\mathrm {A,0} }{\frac {k_{1}}{k_{2}-k_{1}}}\left(\mathrm {e} ^{-k_{1}t}-\mathrm {e} ^{-k_{2}t}\right)+c_{\mathrm {B,0} }\mathrm {e} ^{-k_{2}t}&k_{1}\neq k_{2}\\c_{\mathrm {A,0} }kt\mathrm {e} ^{-kt}+c_{\mathrm {B,0} }\mathrm {e} ^{-kt}&k=k_{1}=k_{2}\\\end{cases}}}{\displaystyle c_{\mathrm {C} }={\begin{cases}c_{\mathrm {A,0} }\left(1+{\frac {k_{1}\mathrm {e} ^{-k_{2}t}-k_{2}\mathrm {e} ^{-k_{1}t}}{k_{2}-k_{1}}}\right)+c_{\mathrm {B,0} }\left(1-\mathrm {e} ^{-k_{2}t}\right)+c_{\mathrm {C,0} }&k_{1}\neq k_{2}\\c_{\mathrm {A,0} }\left(1-\mathrm {e} ^{-kt}-k_{1}t\mathrm {e} ^{-kt}\right)+c_{\mathrm {B,0} }\left(1-\mathrm {e} ^{-kt}\right)+c_{\mathrm {C,0} }&k=k_{1}=k_{2}\\\end{cases}}}
Indien {\displaystyle k_{1}} en {\displaystyle k_{2}} voldoende verschillend zijn, kan benaderend gesteld worden dat de snelheid van het gehele proces gelijk is aan de snelheid van de traagste stap.

### Parallelreacties
Voor twee competitieve reacties {\displaystyle {\ce {A -> B}}} en {\displaystyle {\ce {A -> C}}}, met snelheidsconstanten {\displaystyle k_{1}} en {\displaystyle k_{2}} geldt:
{\displaystyle {\frac {\mathrm {d} c_{\mathrm {A} }}{\mathrm {d} t}}=-(k_{1}+k_{2})c_{\mathrm {A} }}
{\displaystyle {\frac {\mathrm {d} c_{\mathrm {B} }}{\mathrm {d} t}}=k_{1}c_{\mathrm {A} }}
{\displaystyle {\frac {\mathrm {d} c_{\mathrm {C} }}{\mathrm {d} t}}=k_{2}c_{\mathrm {A} }}
wat leidt tot de geïntegreerde snelheidsvergelijkingen
{\displaystyle c_{\mathrm {A} }=c_{\mathrm {A,0} }\mathrm {e} ^{-(k_{1}+k_{2})t}}
{\displaystyle c_{\mathrm {B} }={\frac {k_{1}}{k_{1}+k_{2}}}c_{\mathrm {A,0} }\left(1-\mathrm {e} ^{-(k_{1}+k_{2})t}\right)}
{\displaystyle c_{\mathrm {C} }={\frac {k_{2}}{k_{1}+k_{2}}}c_{\mathrm {A,0} }\left(1-\mathrm {e} ^{-(k_{1}+k_{2})t}\right)}.
Interessant op te merken is dat in zulke systemen de selectiviteit enkel bepaald wordt door reactiesnelheidsconstanten, gezien {\displaystyle {\frac {c_{\mathrm {B} }}{c_{\mathrm {C} }}}={\frac {k_{1}}{k_{2}}}}